# Anillo web

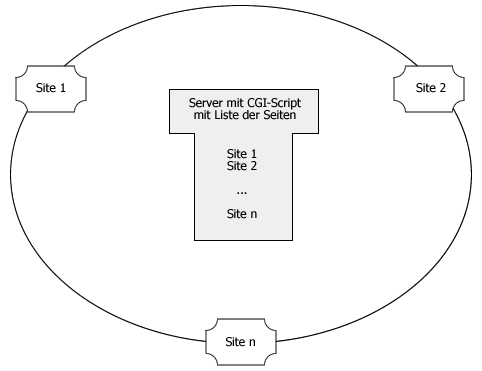
Esquema de un anillo web.

Un anillo web (en inglés webring o web ring) es un grupo de sitios web que se enlazan unos con otros en una estructura circular. Usualmente están organizados alrededor de un tema específico, tanto educacional como social. Fueron muy populares en la década del '90 y en la primera mitad de la década 2000, particularmente referido a sitios web amateurs, pero en la actualidad se han vuelto algo raro.
Para ser parte de un anillo web, cada sitio presentaba una barra de navegación común entre ellos, que contenía enlaces al sitio previo y al siguiente. Dando clic en siguiente (o previo) repetidamente, el navegante llegaría a recorrer todos los sitios hasta volver al que inició; este es el origen para utilizar el término anillo para definir esta forma de navegación entre sitios web. La lista de los sitios que forman el anillo estaba generalmente soportada por un sitio central que conocía a todos los sitios miembros; esto evita que el anillo se pueda quebrar o abrir por la desaparición de alguno de los sitios miembros.
Los anillos web presentan un rol de moderador que decide cuáles páginas pueden formar parte del anillo. Luego de la aprobación, los webmasters agregaban sus páginas colocando la barra de navegación; esto requiere modificaciones en los códigos HTML y JavaScript de sus sitios.
El objetivo de los anillos web es aumentar el tráfico de los sitios relacionados. Cuando es utilizado para mejorar los rankings en los buscadores se considera una técnica de optimización.
En la Web 2.0, una página de hiperenlaces tiene una finalidad similar a la de un anillo web, con un listado de cuentas de usuarios relacionadas entre sí.